# Konstantin Golovin
Konstantin Fjodorovitj Golovin (ryska: Константин Фёдорович Головин), född den 21 juli 1843, död den 13 september 1913, var en rysk författare. 
Golovin utgav en rad romaner: "Allvarliga människor" (1879), "Ungdom", "Ut ur spåret" (1882), Andrej Mologin. 38 år gammal blev han fullständigt blind, men fortsatte inte desto mindre sin litterära verksamhet och fortfor att uppmärksamt följa den sociala och politiska utvecklingen i sitt hemland. Sitt intresse för lantbruket och böndernas ställning ådagalade han i flera mindre skrifter om dessa ämnen, och i "Mina minnen" (utkommen i tysk översättning 1911) lämnar han viktiga bidrag till Rysslands historia under 
Alexander II och Alexander III och uttalar sig, trots sin utpräglat konservativa ståndpunkt, med öppenhjärtig kritik om många förhållanden.